# Concordia (Schiff, 1992)
Die Concordia war eine dreimastige Barkentine mit einem Stahlrumpf, die 1992 in Polen für das West Island College in Montreal, Kanada gebaut worden war. Der Entwurf des Schiffes stammte von Zygmunt Choreń. Mit ihr wurden Segeltraining-Törns durchgeführt, bis sie am 17. Februar 2010 sank.

## Untergang
Am 17. Februar 2010 bekam die Concordia vor der brasilianischen Ostküste in einem Schlechtwettergebiet (vorhergesagte Windstärke 7–8 mit Böen, Wellenhöhe 3,5–4 m) während einer Schauerbö starke Schlagseite, kenterte und sank innerhalb von 20 Minuten. Alle 64 Personen an Bord konnten sich in vier der acht an Bord befindlichen Rettungsinseln in Sicherheit bringen. Die Inseln wurden von einem Flugzeug gesichtet. 41 Stunden später konnte ein entsprechend geleiteter japanischer Frachter die Insassen dreier Inseln bergen. Die übrigen Schiffbrüchigen in der vierten Rettungsinsel wurden von einem weiteren Schiff aufgenommen.
Der Kapitän und der Erste Offizier gaben später an, das Schiff sei einem plötzlichen Microburst (plötzlicher starker Fallwind) zum Opfer gefallen.
An Bord befanden sich vier deutsche Schüler, die ein Programm des Schüleraustausch-Unternehmens Stepin gebucht hatten, und die durch den Untergang ebenfalls in Lebensgefahr gerieten.

## Ergebnisse der offiziellen Untersuchung
Der offizielle Untersuchungsbericht des Transportation Safety Board of Canada nennt u. a. folgende Ursachen für den Untergang:
- es gebe aufgrund der Wetterbeobachtungen der Besatzung kurz vor dem Kentern (Wind 23 Knoten, keine signifikante Temperaturänderung) sowie Auswertung von Wetterdaten und Satellitenbildern keine Hinweise auf eine typische Microburst - Situation; die Windgeschwindigkeit habe höchstwahrscheinlich zwischen 25 und 50 Knoten gelegen[5]
- Der Kapitän habe  bei der Wachübergabe an den 2. Offizier keine ausreichenden Instruktionen erteilt, wie bei sich verschlechterndem Wetter zu verfahren sei (beispielsweise mit einer Verringerung der Segelfläche)[6]
- Obwohl der 2. Offizier Änderungen der Windsituation feststellte sowie mehrere Schauerböen beobachtete und auch auf dem Radar verfolgte, habe er keine Gefahr bzw. Handlungsbedarf erkannt[6]
- Der 2. Offizier habe trotz einer angekündigten Schlechtwetterfront mit Autopilot gesteuert, was im entscheidenden Moment durch automatische Begrenzung des Ruderausschlages die Kursänderung verzögert habe[7]
- die Luken der Decksaufbauten vorn und achtern seien nicht dem angekündigten Wetter entsprechend wasserdicht verschlossen gewesen, was die Schiffsstabilität bei starker Krängung entscheidend verringert habe[6] (ohne den Auftrieb der Decksaufbauten wurde laut Untersuchungsbericht das Maximum des aufrichtenden Moments bereits bei ca. 38 Grad Krängung erreicht, während es bei gesicherten Decksaufbauten ein zweites - höheres - Maximum bei ca. 79 Grad gegeben hätte[8])
- Während des Eintreffens der Schauerbö stieg die Krängung des Schiffes für 2–3 Minuten auf mindestens 23 Grad an. Die Schiffsführung habe in dieser Zeit nicht reagiert[6]
- bei einer weiteren leichten Zunahme der Windgeschwindigkeit, wahrscheinlich mit einer vertikalen Komponente, krängte das Schiff mehr als 23 Grad. Die zu diesem Zeitpunkt eingeleiteten Kursänderungen (abfallen) seien zu spät gekommen, um zu verhindern, dass die Krängung so stark wurde, dass durch offenstehende Türen und Luken auf der Leeseite große Mengen Wasser ins Schiff liefen.[6]
- Das Management der Reederei habe keine Prozeduren erarbeitet gehabt, die sichergestellt hätten, dass der Schiffsführung die an Bord befindlichen Angaben über die Schiffsstabilität bei starker Krängung bekannt gewesen seien (bereits durch einen leichten Fallwind konnte lt. Untersuchung bei 30 Grad Krängung die Aufrichtfähigkeit des Schiffes auf 0 reduziert werden[9])
- Die von der Mannschaft geborgene EPIRB-Funkboje habe zwar funktioniert, die zu dieser Kennung hinterlegte Telefonnummer sei jedoch seit 2004 nicht mehr in Betrieb gewesen, was die Ortung und Identifizierung des Seenotfalls verzögert habe[10]

Der Bericht zieht nach einer Umfrage unter Offizieren von Großseglern unter anderem die Schlussfolgerung, dass auf vielen Segelschulschiffen das Wissen um die Stabilitätsparameter ihres Schiffes bei starker Krängung nicht ausreichend sei, um derartige Vorfälle zu vermeiden.